# Geraldo de Oliveira
Geraldo de Oliveira (* 30. Oktober 1919 in São Paulo; † 26. Mai 1996 in Nova Iguaçu) war ein brasilianischer Drei-, Weit- und Hochspringer.
1948 wurde er im Dreisprung Fünfter bei den Olympischen Spielen in London. Bei den Olympischen Spielen 1952 in Helsinki wurde er Siebter im Dreisprung und schied im Weitsprung in der Qualifikation aus.
Bei den Leichtathletik-Südamerikameisterschaften siegte er 1945 in Montevideo und 1947 in Rio de Janeiro im Dreisprung. 1949 in Lima gewann er Silber im Hoch- und Dreisprung und 1952 in Buenos Aires Silber im Dreisprung.

## Persönliche Bestleistungen
- Weitsprung: 7,19 m, 3. Juni 1945, Lahti
- Dreisprung: 15,41 m, 19. Juni 1948, São Paulo